# 다저 스타디움
다저 스타디움(Dodger Stadium)은 미국 캘리포니아주 로스앤젤레스에 있는 야구 경기장이다.
1962년에 개장했으며, 로스앤젤레스 다저스가 개장한 이래 현재까지 쓰고 있다. 1965년까지는 1961년에 창단한 로스앤젤레스 에인절스 오브 애너하임도 사용했다.(당시의 구단명은 "로스앤젤레스 에인절스"였다.) 별명은 '차베스 레빈'이다. 5만6000명을 수용할 수 있으며, 1923년 양키 스타디움 이후 처음으로 사적 자금으로 세워졌다. 내야의 형태는 깨진 벽돌과 진흙을 섞어 만든 특이한 색조를 띠며, 모든 그라운드가 천연잔디다. 외야석에는 지그재그 모양의 독특한 지붕이 세워져 있다.
2009년 월드 베이스볼 클래식의 준결승과 결승전 경기를 개최하였다. 2017년 월드 베이스볼 클래식의 준결승과 결승전 경기도 열렸다. 경기장 주위에 공원 넓이의 대형 주차장이 펼쳐져 있다.